# IC 429
IC 429 — галактика типу EN (емісійна туманність) у сузір'ї Оріон.
Цей об'єкт міститься в оригінальній редакції індексного каталогу.